# Chthonius radjai
Chthonius radjai är en spindeldjursart som beskrevs av Bozidar P.M. Curcic 1988. Chthonius radjai ingår i släktet Chthonius och familjen käkklokrypare. Inga underarter finns listade i Catalogue of Life.